# 游梅耀
游梅耀（1916年1月—2014年4月24日），福建永定县人，中国人民解放军高级军官。

## 生平
1916年1月生于永定县培丰镇洪源村，自幼丧父，母亲改嫁，跟随叔叔长大制贩豆腐为生。1934年2月参加闽西红军，随闽西红八团坚持了闽西南三年游击战争。1937年11月任新四军二支队第三团（团长黄火星）三营通信班长。1938年4月入党。1940年任副军长陈毅的副官。1941年后下部队历任连长、营长、团参谋长、副团长。
1949年5月解放上海战役中，一个弹片在心脏附近穿进胸口无法手术取出，在医院治疗了三个月。出院后，无法留在野战部队的第28军老部队，于1949年7月分配到家乡担任福建军区龙岩军分区警备团团长，由中国人民解放军闽粤赣边纵队第七支队的第15、第17团改编为二、三营，野战军的两个连与起义的闽西义勇军一个连改编为第一营，开始在闽西与瑞金、会昌县等地剿匪。1951年3月改称福建军区警备第八团。1952年6月闽西剿匪完成后，整训。1953年3月进驻厦门外海小岛守备（1956年6月改编为公安边防第23团），游梅耀因身体原因改任福建军区兼第十兵团速成学校副校长兼校务处长。1953年5月初，出任福建军区公安八十团（由漳州县大队整编而成）团长，指挥了1953年7月16日爆发的东山岛抗登陆战役。1953年7月17日，中央军委号召全国边防团向东山岛公安80团学习。战后，为加强东山岛守备，主持修建了八尺门海堤，将东山岛和大陆连接起来。
1955年被授予中校军衔。1956年12月任南平军分区参谋长。1960年晋升为上校。1962年9月任南平军分区副司令员。1969年12月任三明军分区第一副司令员（正师级待遇）。1971年4月任福建生产建设兵团司令部副参谋长（副军级待遇）。1973年7月经中央军委批准离休后在龙岩休息。1982年8月20日根据总政治部223号通知，享受副军职待遇。2014年4月24日14时40分在龙岩市第一医院因病逝世。 

## 作品
著有《东山保卫战》、《永定游击战争时期》、《闽西剿匪》等回忆录。